# Bengt Fasteraune

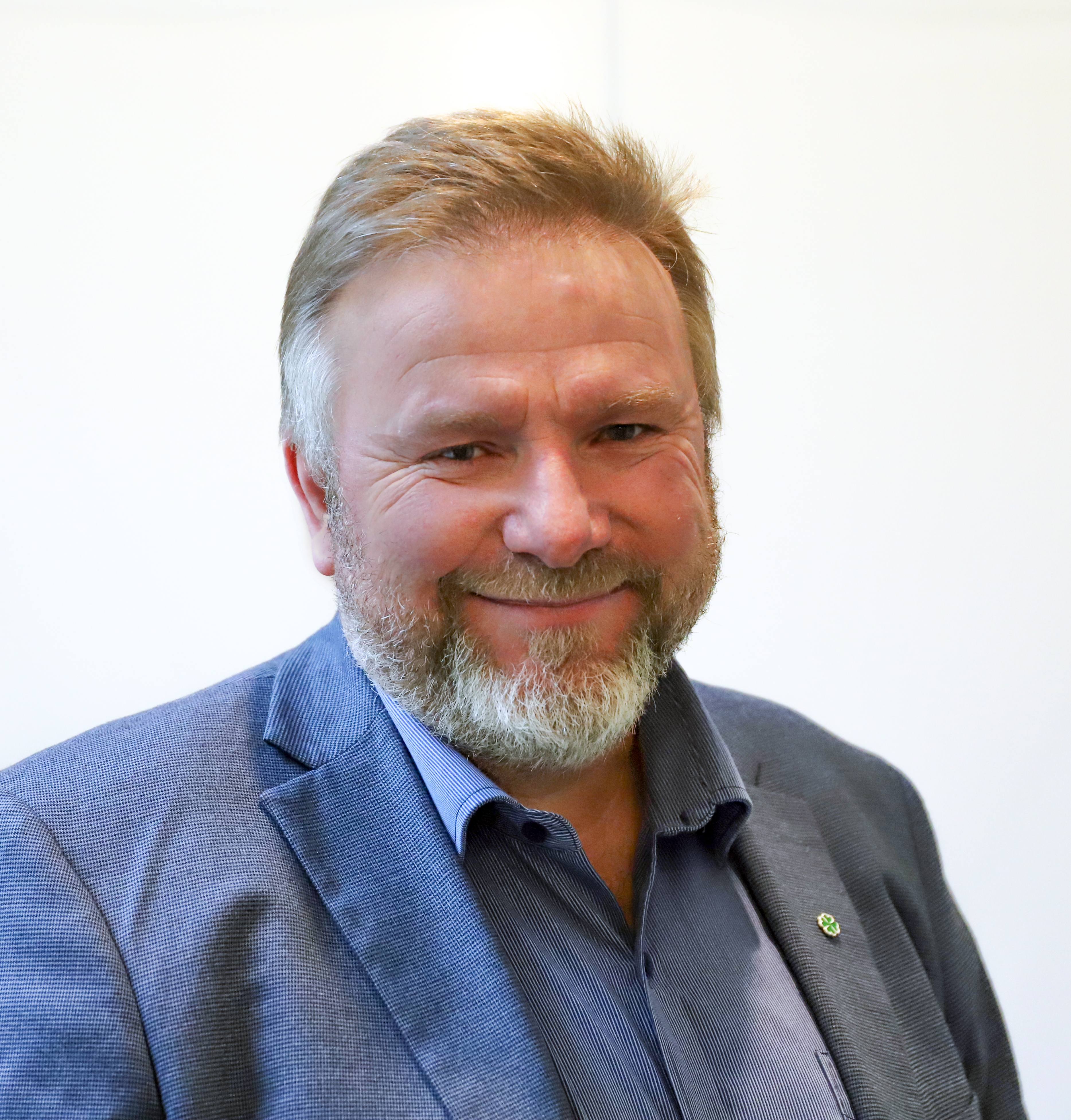
Bengt Fasteraune, 2020

Bengt Fasteraune (* 3. Juni 1964) ist ein norwegischer Politiker der Senterpartiet (Sp). Seit Oktober 2018 ist er Abgeordneter im Storting.

## Leben
Fasteraune ist Soldat und erreichte den Rang des Oberstleutnant. Er unterrichtete in der Schule des Heimevernets in Dombås. 2003 zog er erstmals in das Kommunalparlament von Dovre ein, zwischen 2007 und 2018 diente er als Bürgermeister der Kommune. Ab 2013 fungierte er als Vorsitzender der Senterpartiet im damaligen Fylke Oppland.
Fasteraune zog bei der Parlamentswahl 2017 nicht direkt in das norwegische Nationalparlament Storting ein. Er wurde stattdessen sogenannter Vararepresentant, also Ersatzabgeordneter, für den Wahlkreis Oppland. Am 5. Oktober 2018 erhielt er ein festes Mandat, da er für seinen verstorbenen Parteikollegen Ivar Odnes nachrückte. Bereits zuvor hatte er den erkrankten Odnes vertreten. Fasteraune wurde Mitglied im Transport- und Kommunikationsausschuss. Nach der Wahl 2021 wechselte Fasteraune in den Außen- und Verteidigungsausschuss.